# 4010 Nikolʹskij
4010 Nikolʹskij (1977 QJ2) là một tiểu hành tinh vành đai chính được phát hiện ngày 21 tháng 8 năm 1977 bởi N. Chernykh ở Nauchnyj.